# Кайсегурт
Кайсегурт — деревня в Шарканском районе Удмуртской республики.

## География
Находится в центральной части Удмуртии на расстоянии приблизительно 21 км на запад по прямой от районного центра села Шаркан.

## История
Известна была с 1873 года как починок Кайсигурт с 28 дворами, в 1893 году 50 дворов, в 1905 — 54, в 1924 (уже деревня) — 54. До 2021 года входила в состав Мувырского сельского поселения.

## Население
Постоянное население составляло 243 жителя (1873 год), 313 (1893, 297 удмуртов и 16 русских), 448 (1905), 364 (1924), 7 человек в 2002 году (удмурты 100 %), 0 в 2012.